# Phytomyza flavens
Phytomyza flavens este o specie de muște din genul Phytomyza, familia Agromyzidae, descrisă de Spencer în anul 1986.
Este endemică în Colorado. Conform Catalogue of Life specia Phytomyza flavens nu are subspecii cunoscute.